# 傑米·拉斯金
賈明·本·拉斯金（1962年12月13日—）是一位美國律師、法學教授和政治人物，現任美國眾議院監督和問責委員會資深議員以及美国众议院议員馬裡蘭州第8國會選區代表。是民主黨成員

## 早年生活和教育
賈明·本·拉斯金（Jamin Ben Raskin）於1962年12月13日出生於華盛頓特區的猶太家庭，母親是一名記者和小說家，父親是約翰·F·肯尼迪總統在國家安全委員會的前幕僚、政策研究所的聯合創始人和進步活動家。拉斯金的祖先從俄羅斯移民到美國。畢業於1979年，16歲讀於喬治城天學校，並於 1983年以優異成績和優等生榮譽學位畢業於哈佛大學，獲得政府專業文學士學位，主修政治哲学。1987年以優異的成績獲得哈佛法學院法學博士學位，並擔任《哈佛法律评论》的編輯。

## 法學教授
拉斯金在美利坚大学华盛顿法学院擔任憲法學教授超過25年，在那裡他教授了未來的彈劾經理人史黛西·普拉斯基特共同創立並指導了法学硕士課程。法律和政府計劃，並共同創立馬歇爾-布倫南憲法掃盲項目。 1989年至1990年，拉斯金擔任傑西傑克森全國彩虹聯盟的總顧問。1996年他代表羅斯·佩羅關於佩羅被排除在1996年美國總統辯論之外的事。拉斯金撰寫了一篇《華盛頓郵報》專欄文章，強烈譴責聯邦選舉委員會和总统辩论委员会。

## 政治生涯

### 馬裡蘭州立法機關
2006年，拉斯金當選為马里兰州参议院第20區，代表蒙哥馬利縣銀泉和塔科马帕克部分地區。2012年被任命為參議院多數黨黨鞭，擔任蒙哥馬利縣參議院代表團和道德改革特別委員會主席，並且是司法程序委員會成員。

### 美國眾議院

#### 選舉
2015年4月19日，《巴尔的摩太阳报》和《華盛頓郵報》報道，拉斯金宣布競選國會議員，並在回應有關他的立場明顯偏左的評論時表示：“我的目標不是成為政治中心，就是處於道德中心。” 該選區的七屆現任議員克里斯·范荷倫放棄席位，轉而競選美國參議員。
在競選期間，拉斯金得到伯尼·桑德斯附屬政治組織網絡「我們的革命」 和社區組織努力「人民行動」的支持。以60%的選票擊敗共和黨候選人丹·考克斯。

### Tenure
作為在國會採取的首要行動之一，拉斯金和其他幾名眾議院議員反對批准唐納德·特朗普在2016年總統選舉中勝出，理由是涉嫌與俄羅斯的關係、俄羅斯對2016年選舉的干涉以及選民的支持。鎮壓努力。當時的副總統喬·拜登裁定他的反對意見不符合程序，因為該反對意見必須得到每個議院至少一名議員的支持，而且沒有參議院支持者。 拉斯金質疑這次選舉的合法性，聲稱這次選舉「受到弗拉基米爾·普丁」的網絡破壞，以及眾多搖擺州共和黨人蓄意壓制選民等各種行為的嚴重玷污」。2017年6月下旬，拉斯金是建立國會「監督」委員會的立法的主要發起人，該委員會有權根據美國憲法第25條修正案宣布總統「喪失行為能力」並免職。

##### 敘利亞
2023年，拉斯金投票反對H.Con.Res 21，拜登總統指示美國在180天內從敘利亞撤軍。

#### 1月6日國會大廈襲擊事件的調查
2021年7月1日，拉斯金是眾議院議長南希·佩洛西1月6日襲擊事件任命為美國眾議院特別委員會的七名民主黨人之一。宣布這一消息後，拉斯金表示：「作為監督委員會公民權利和公民自由小組委員會的主席，我在過去兩年中幫助領導了監督委員會對暴力白人至上主義進行的艱苦調查。國土安全部 (DHS) 宣布國內暴力極端主義是該國頭號安全威脅。1月6日，我們在國會大廈親眼目睹了這一威脅的爆發。」
2022年7月12日，拉斯金與眾議員史蒂芬妮·墨菲共同主持了特別委員會第七次公開聽證會。聽證會的重點是極右翼極端組織「驕傲男孩」和「誓言守护者」在組織攻擊中所扮演的角色。還討論川普12月19日推文的重要性：“1月6日在華盛頓特區發生大規模抗議。在那裡，將會很瘋狂！” 以及它如何傳播給他的支持者。為了展示其影響，委員會播放了一位匿名Twitter員工的訪談錄音，該員工在2020年至2021年期間工作，是負責該平台內容審核政策的團隊成員。在訪談中，他們表示這條推文是對他的支持者的「行動號召，在某些情況下是武裝號召」。
在7月12日聽證會的閉幕詞中，拉斯金首先強調了12 月19 日推文的重要性：「當唐納德·川普發出推文時，成為有史以來第一位呼籲人群湧入首都封鎖的總統。憲法權力移交。” 他後來總結了聽證會的第二個焦點：“1月6日，川普知道人群很憤怒。知道人群攜帶武器。無論如何，還是把他們送到了國會大廈。” 拉斯金在聲明中總結道：「我們需要竭盡全力捍衛我們的民主和自由，並宣布這場美國大屠殺此時此地結束。在一個威權主義、種族主義和反猶太主義死灰復燃的世界裡，讓我們所有人都堅定支持美國民主。 ”

## 個人生活

### 健康
2010年5月，拉斯金被診斷出罹患大腸癌。他接受了六週的放射治療和化療，以及切除部分結腸的手術，隨後在2011年初接受了更多化療。
2022年12月，拉斯金宣布被診斷出患有弥漫大B细胞淋巴瘤，並表示他將接受化學免疫治療，他於2023年4月完成了治療。 4月27日拉斯金說癌症正在緩解中。

## 刊物
- The Wealth Primary: Campaign Fundraising and the Constitution (1994) (with John Bonifaz)[35]
- Overruling Democracy: The Supreme Court versus the American People (2003)[36]
- We the Students: Supreme Court Cases for and about Students (2014)[37]
- Youth Justice in America (2014) (with Maryam Ahranjani and Andrew G. Ferguson)[38]
- Unthinkable — Trauma, Truth, and the Trials of American Democracy (2022)[2]

## 外部連結
- Congressman Jamie Raskin （页面存档备份，存于）
- Campaign website （页面存档备份，存于）
- 中的“傑米·拉斯金”

- 美國國會國家人物傳記大辭典中的傳記
- 由華盛頓郵報維護的投票記錄
- 智慧投票计划中的傳記、投票紀錄及利益集團評級
- 聯邦選舉委員會中的競選財務報告和數據
- Urban Legends Reference Pages: Politics (Jamie Raskin)
- WCL Faculty Page （页面存档备份，存于）
- C-SPAN內的頁面（英文）

1. ↑  One child is deceased.[1]